# 羅靈克里克 (北卡羅萊納州)
羅靈克里克（英語：Roaring Creek）是位於美國北卡羅萊納州埃弗里縣的非建制地區。

## 地理
羅靈克里克所處的海拔為高於海平面909米（即2982英呎），而該地所採用的時區為UTC-5，即北美东部时区（EST）。同時該地設有夏令時間，為UTC-5調快一小時，即UTC-4（EDT）。